# Zeilrugvaalhaai
De zeilrugvaalhaai (Gogolia filewoodi) is een haai uit de familie van de gladde haaien.

## Natuurlijke Omgeving
De zeilrugvaalhaai komt voor in het middenwesten van de Grote Oceaan ten noorden van Papoea-Nieuw-Guinea.